# Plaza de la República (Buenos Aires)
La plaza de la República está ubicada en la intersección de las avenidas 9 de Julio y Corrientes, y está rodeada por varias pantallas de led y neón que animan esa intersección de la ciudad de Buenos Aires, Argentina. En esta plaza se erige el Obelisco de Buenos Aires.
En esta localización se hallaba originalmente la iglesia de San Nicolás de Bari, de gran importancia, dado que allí se izó por primera vez la bandera argentina en la ciudad. Con el paso del tiempo, esta plaza sufrió varias modificaciones, y ahora sus dimensiones son mucho más reducidas que en el principio, siendo atravesada en la actualidad por la avenida Corrientes para facilitar el tráfico hacia el microcentro de la ciudad.

## Historia

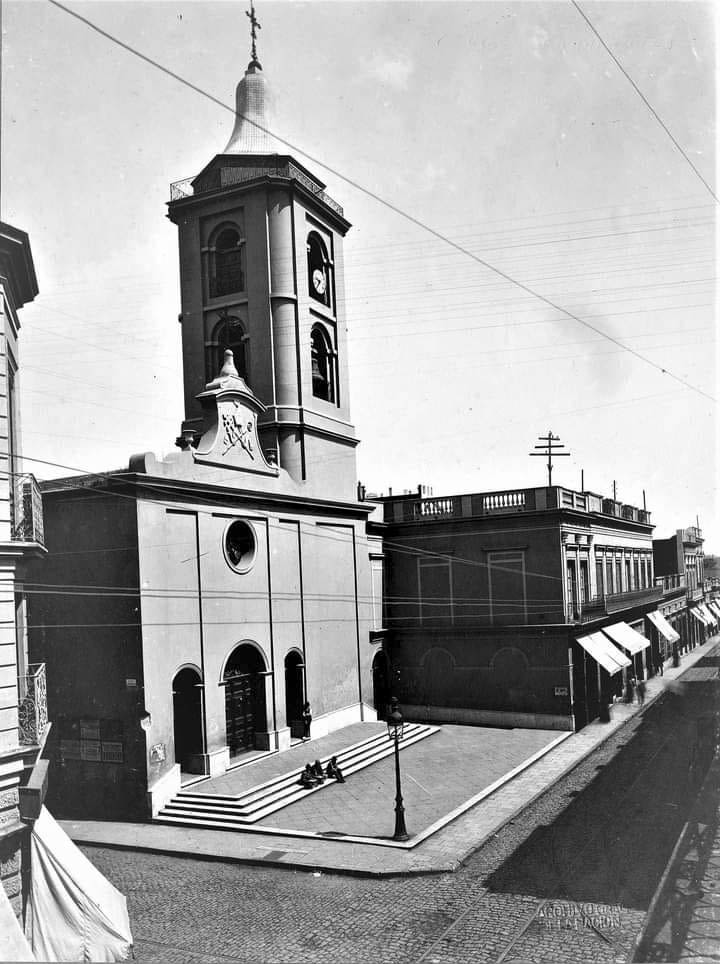
Iglesia de San Nicolás de Bari a finales del

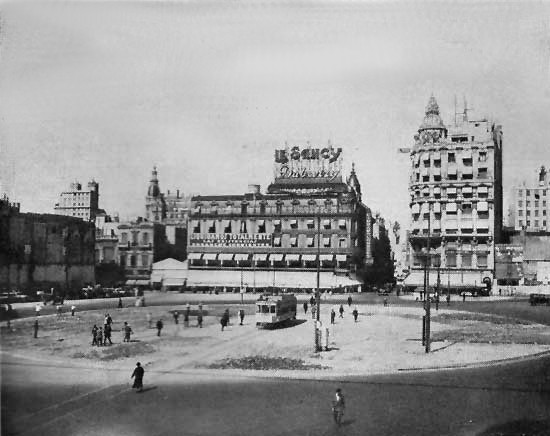
La plaza de la República en 1936. La Av. Corrientes, aún angosta, al fondo

En 1733 don Domingo de Acassuso mandó construir la iglesia de San Nicolás de Bari en la intersección de la calle del Sol, que más tarde se denominó San Nicolás, y luego avenida Corrientes, en la intersección con Carlos Pellegrini que por entonces ni siquiera tenía nombre. La construcción tenía un largo frente liso, sin molduras ni ventanas, guardaba todavía la sencillez colonial de su torre, la cual no poseía campana hasta que en 1900 se le realizaron reformas. La iglesia San Nicolás de Bari es la única iglesia colonial de Buenos Aires que ya no existe.

Cuando se fundó la iglesia, el solar era extremadamente pantanoso. El barrio era de gente muy común y pobre que se mantenían con la matanza de ganados para el abastecimiento de la ciudad. Las inmundicias de los animales dejaban olores nauseabundos. Allí tuvieron su primer convento las monjas Clarisas Capuchinas, que llegaron en 1750 desde Chile luego de un largo y penoso viaje y solamente moraron allí hasta 1753, fecha que fueron trasladadas  a la  iglesia de San Juan Bautista, parroquia de indios, por ser una zona poco salubre el predio en que se encontraba San Nicolás.

En esta iglesia, su párroco, Eduardo O'Gorman fundó un hogar para los niños que recorrían las calles pidiendo limosna, se llamó «Asilo de Huérfanos». Este cura era hermano de Camila O'Gorman, quién moraba frente a la iglesia y en 1847 protagonizó un escándalo pasional con Ladislao Gutiérrez, un sacerdote de una iglesia vecina.

En 1936, se decide retomar el antiquísimo proyecto, propuesto en 1890 por el intendente Francisco Seeber, de abrir una avenida de norte a sur, cortando por el centro las manzanas entre Lima y Cerrito y Bernardo de Irigoyen y Carlos Pellegrini, desde Leandro Alem a Caseros. Con este fin, se expropiaron propiedades y se abrió una avenida de 100 metros de ancho y quinientos de largo, de Tucumán a Bartolomé Mitre. En el lugar del cruce con la avenida Corrientes que se continuaría ensanchando, se planeó una rotonda. Para concretar esta obra, el intendente Mariano de Vedia y Mitre decidió demoler la iglesia de San Nicolás. Habían sido allí bautizados  personalidades como Mariano Moreno, Bartolomé Mitre y Manuel Dorrego, además de ser su torre el lugar donde fue izada por primera vez la bandera en 1812.
Se decía que el bloque radical de las cámaras presentaría un proyecto para que en esa rotonda se erigiera el monumento a Hipólito Yrigoyen. Pero, en 1936, Vedia y Mitre, de manera apresurada y en contra de las opiniones, encarga al arquitecto Alberto Prebisch la construcción de un obelisco, la cual, sin mucha planificación, se realizó en sesenta días; antes que los porteños reaccionaran, éste ya estaba construido. Su altura es de 67,50 metros y tiene cuatro ventanas, una en cada cara del ápice.
El obelísco se tornó inmediatamente en centro de las burlas y protestas de los porteños; tres años después de su construcción el Concejo Deliberante dispuso su demolición pero el intendente vetó la ordenanza y no prosperaron otras tentativas por derribarlo.
Esta plazoleta, o rotonda, que rodea el obelisco, sufrió infinidad de remodelaciones. Fue redonda, ovalada, rectangular con extremos redondeados, cortada y con "anexos" norte y sur, etcétera.
El obelisco fue dedicado a diversas cosas, a las cuales aluden inscripciones en cada una de sus caras; una de ellas es la primera vez que se izó la bandera nacional en la ciudad, en agosto de 1812, en la iglesia de San Nicolás, que se levantaba precisamente donde hoy está el obelisco. En cierta forma, como asesinar al abuelo y erigir un busto a su memoria en el sitio del crimen.

## Arquitectura
La plaza se divide en tres secciones, divididas por los carriles que conectan Avenida Corrientes y Diagonal Norte con la Avenida 9 de Julio. En la sección central (de forma rectangular con puntas redondeadas) se erige el Obelisco, símbolo característico del paisaje de la Ciudad de Buenos Aires. A ambos lados, se encuentran las secciones laterales con forma de letra "D", en las cuales se encuentran repartidos los 24 escudos (12 en cada plazoleta) de las 24 divisiones políticas de la República Argentina (las 23 provincias más la Ciudad Autónoma de Buenos Aires), tallados sobre placas de mármol. Ambas secciones laterales están coronadas por un mástil con la bandera argentina, adornadas a su vez por jardines. Las tres secciones cuentan con sistemas de iluminación para resaltar tanto al Obelisco, como a las placas de los escudos.

## Hechos recientes
El 1 de abril de 2007, en esta plaza se montaron dos gigantes fotografías que representaban las geoformas ubicadas en el Parque Provincial Ischigualasto o conocido como Valle de la Luna. Tomadas por un fotógrafo de Clarín, Roberto Ruiz, que buscan entrar en el Libro Guinness de récords mundiales
Entre el 21 al 25 de mayo de 2010, esta plaza fue el centro del llamado «Paseo del Bicentenario», un gran paseo al aire libre sobre la avenida 9 de Julio, entre Corrientes y Belgrano, con espectáculos musicales, una Feria de las Provincias, un paseo gastronómico, y paseos temáticos.
Tras una medida cautelar presentada por legisladores porteños, un fallo judicial le ordenó al gobierno de la Ciudad apagar antes de la hora cero del 17 de junio de 2010, la enorme pantalla LED de la multinacional de refrescos, Coca-Cola, considerando que vulneraba la ley 2936, de Publicidad en la Vía Pública. Según el juez, la ley de publicidad en la vía pública establece que los carteles sobre fachadas en esa zona no pueden exceder la altura de un metro, mientras que el cuestionado alcanza 20,80 metros. Además, el magistrado advierte que la norma prevé que «los anuncios que afecten la seguridad en el tránsito» deben ser «retirados de inmediato, sin notificación alguna».
En 2013 fue remodelada por las obras del Metrobús, que incluyó la quita de 200 árboles frondosos y modificando el diseño de la Plaza de la República. Para evitar el cambio de diseño se presentó un amparo para no alterar el paisaje urbano que debiera ser protegido. La remodelación consistió en sacarle 5,5 metros de cada lado; se recortaron parte de la Plaza de la República hacia el lado de Carlos Pellegrini, finalmente la plaza adquirió una forma ovalada.